# نانا صاحب
نانا صاحب (نحو 1820 - نحو 1859 م) هو زعيم هندي.
كان من أبرز زعماء حركة التمرد التي بدأت سنة 1857 م في الهند. هزمه الإنكليز ففر إلى النيبال حيث توفى هناك، في ما يٌعتقد، وسط الأدغال.